# West Indies Women’s Cricket Team in Sri Lanka in der Saison 2012/13
Die Tour des West Indies Women’s Cricket Teams nach Sri Lanka in der Saison 2012/13 fand vom 22. Februar bis zum 8. März 2013 statt. Die internationale Cricket-Tour war Bestandteil der Internationalen Cricket-Saison 2012/13 und umfasste drei WODIs und fünf WTwenty20s. Die West Indies gewannen die WODI-Serie 2–1 und die WTwenty20-Serie 4–1.

## Vorgeschichte
Die West Indies bestritten zuvor eine Tour gegen Südafrika, für Sri Lanka war es die erste Tour der Saison. Das letzte Aufeinandertreffen der beiden Mannschaften bei einer Tour fand in der Saison 2012 in den West Indies statt.

## Stadien
Die folgenden Stadien wurden für die Tour als Austragungsort vorgesehen.
| Stadion                                | Stadt    | Kapazität | Spiele       |
| -------------------------------------- | -------- | --------- | ------------ |
| R. Premadasa Stadium (RPS)             | Colombo  | 35.000    | 1. – 5. WT20 |
| Rangiri Dambulla International Stadium | Dambulla | 16.800    | 1. – 3. WODI |

## Kaderlisten
| WODI | WODI | WTwenty20 | WTwenty20 |
| Sri Lanka | West Indies | Sri Lanka | West Indies |
| --- | --- | --- | --- |
| - Shashikala Siriwardene (K) - Chamari Atapattu - Sandamali Dolawatte - Rangika Fernando - Nipuni Hansika - Eshani Lokusuriyage - Dilani Manodara (wk) - Chamari Polgampola - Udeshika Prabodhani - Inoka Ranaweera - Deepika Rasangika - Chamani Seneviratna - Sripali Weerakkody - Prasadani Weerakkody (wk) | - Merissa Aguilleira (K, wk) - Shemaine Campbelle - Shanel Daley - Deandra Dottin - Kycia Knight (wk) - Kyshona Knight - Natasha McLean - Anisa Mohammed - Subrina Munroe - Juliana Nero - June Ogle - Shaquana Quintyne - Shakera Selman - Tremayne Smartt - Stafanie Taylor | - Shashikala Siriwardene (K) - Chamari Atapattu - Sandamali Dolawatte - Rangika Fernando - Nipuni Hansika - Eshani Lokusuriyage - Dilani Manodara (wk) - Chamari Polgampola - Udeshika Prabodhani - Inoka Ranaweera - Deepika Rasangika - Chamani Seneviratna - Sripali Weerakkody - Prasadani Weerakkody (wk) | - Merissa Aguilleira (K, wk) - Shemaine Campbelle - Shanel Daley - Deandra Dottin - Kycia Knight (wk) - Kyshona Knight - Natasha McLean - Anisa Mohammed - Subrina Munroe - Juliana Nero - June Ogle - Shaquana Quintyne - Shakera Selman - Tremayne Smartt - Stafanie Taylor |

## Women’s One-Day Internationals

### Erstes WODI in Dambulla
| 22. Februar Scorecard | Dambulla | Sri Lanka 164-9 (50)              | – | West Indies 165-6 (38) |
|                       |          | West Indies gewinnt mit 4 Wickets |   |                        |

Sri Lanka gewann den Münzwurf und entschied sich als Schlagmannschaft zu beginnen.

### Zweites WODI in Dambulla
| 24. Februar Scorecard | Dambulla | West Indies 180-8 (50)          | – | Sri Lanka 184-6 (45.3) |
|                       |          | Sri Lanka gewinnt mit 4 Wickets |   |                        |

Die West Indies gewannen den Münzwurf und entschieden sich als Schlagmannschaft zu beginnen.

### Drittes WODI in Dambulla
| 26. Februar Scorecard | Dambulla | West Indies 191-9 (50)          | – | Sri Lanka 158-9 (50) |
|                       |          | West Indies gewinnt mit 33 Runs |   |                      |

Sri Lanka gewann den Münzwurf und entschied sich als Schlagmannschaft zu beginnen.

## Women’s Twenty20 Internationals

### Erstes WTwenty20 in Colombo
| 1. März Scorecard | Colombo (RPS) | Sri Lanka 87-7 (20)               | – | West Indies 90-8 (20) |
|                   |               | West Indies gewinnt mit 2 Wickets |   |                       |

Sri Lanka gewann den Münzwurf und entschied sich als Schlagmannschaft zu beginnen.

### Zweites WTwenty20 in Colombo
| 3. März Scorecard | Colombo (RPS) | Sri Lanka 73-8 (20)               | – | West Indies 74-4 (15.4) |
|                   |               | West Indies gewinnt mit 6 Wickets |   |                         |

Sri Lanka gewann den Münzwurf und entschied sich als Schlagmannschaft zu beginnen.

### Drittes WTwenty20 in Colombo
| 5. März Scorecard | Colombo (RPS) | West Indies 145-5 (20)          | – | Sri Lanka 111 (19.2) |
|                   |               | West Indies gewinnt mit 34 Runs |   |                      |

Sri Lanka gewann den Münzwurf und entschied sich als Feldmannschaft zu beginnen.

### Viertes WTwenty20 in Colombo
| 7. März Scorecard | Colombo (RPS) | West Indies 101 (19.4)          | – | Sri Lanka 102-6 (19.3) |
|                   |               | Sri Lanka gewinnt mit 4 Wickets |   |                        |

Die West Indies gewannen den Münzwurf und entschieden sich als Schlagmannschaft zu beginnen.

### Fünftes WTwenty20 in Colombo
| 8. März Scorecard | Colombo (RPS) | West Indies 122-5 (20)         | – | Sri Lanka 115 (20) |
|                   |               | West Indies gewinnt mit 7 Runs |   |                    |

Die West Indies gewannen den Münzwurf und entschieden sich als Schlagmannschaft zu beginnen.

## Auszeichnungen

### Player of the Series
Als Player of the Series wurden der folgende Spieler ausgezeichnet.
| Serie | Player of the Series |
| ----- | -------------------- |
| WODI  | Shemaine Campbelle   |
| WT20  | Stafanie Taylor      |

## Statistiken
Die folgenden Cricketstatistiken wurden bei dieser Tour erzielt.

### WODIs
| WODIs                  | WODIs       | WODIs   | WODIs   | WODIs   | WODIs   | WODIs   | WODIs   | WODIs   |
| Batting                | Batting     | Batting | Batting | Batting | Batting | Batting | Batting | Batting |
| Spieler                | Mannschaft  | Spiele  | Innings | Runs    | Average | HS      | 100s    | 50s     |
| ---------------------- | ----------- | ------- | ------- | ------- | ------- | ------- | ------- | ------- |
| Shemaine Campbelle     | West Indies | 3       | 3       | 143     | 47,66   | 105     | 1       | 0       |
| Deandra Dottin         | West Indies | 3       | 3       | 94      | 31,33   | 43      | 0       | 0       |
| Deepika Rasangika      | Sri Lanka   | 3       | 3       | 89      | 29,66   | 55      | 0       | 1       |
| Chamari Athapaththu    | Sri Lanka   | 3       | 3       | 74      | 24,66   | 27      | 0       | 0       |
| Dilani Manodara        | Sri Lanka   | 3       | 3       | 68      | 68,00   | 38*     | 0       | 0       |
| Bowling                |             |         |         |         |         |         |         |         |
| Spieler                | Mannschaft  | Spiele  | Overs   | Wickets | Average | BBI     | 5W      | 10W     |
| Chamaini Seneviratna   | Sri Lanka   | 3       | 30.0    | 7       | 11,14   | 4/33    | 0       | 0       |
| Stafani Taylor         | West Indies | 3       | 30.0    | 4       | 17,75   | 2/31    | 0       | 0       |
| Shemaine Campbelle     | West Indies | 3       | 17.0    | 4       | 18,00   | 2/13    | 0       | 0       |
| Tremayne Smartt        | West Indies | 3       | 30.0    | 4       | 21,50   | 2/26    | 0       | 0       |
| Udeshika Prabodhani    | Sri Lanka   | 2       | 14.0    | 3       | 18,00   | 3/35    | 0       | 0       |
| Sripali Weerakkody     | Sri Lanka   | 3       | 14.0    | 3       | 21,33   | 3/19    | 0       | 0       |
| Shakera Selman         | West Indies | 3       | 29.0    | 3       | 24,00   | 2/8     | 0       | 0       |
| Eshani Lokusuriyage    | Sri Lanka   | 3       | 18.0    | 3       | 24,33   | 2/25    | 0       | 0       |
| Inoka Ranaweera        | Sri Lanka   | 3       | 28.0    | 3       | 32,33   | 2/31    | 0       | 0       |
| Shashikala Siriwardene | Sri Lanka   | 3       | 25.0    | 3       | 36,66   | 2/41    | 0       | 0       |